# Tigray (Region)
Tigray (äthiopische Schrift: ትግራይ Tǝgray; amtlich Tigrinya ብሄራዊ ክልላዊ መንግስቲ ትግራይ Bǝherawi Kǝllǝlawi Mängǝsti Tǝgray, amharisch የትግራይ ብሔራዊ ክልላዊ መንግስት yä-Tǝgray Bǝḥerawi Kǝllǝlawi Mängǝst, englisch Tigray National Regional State) ist eine Verwaltungsregion Äthiopiens. Sie liegt im Norden des Landes und ist Teil des Hochlandes von Abessinien.
Die Hauptstadt der Region ist Mek’ele. Die Region wurde 1991 im Rahmen der neuen Verwaltungsgliederung Äthiopiens als eine von neun ethnisch definierten Regionen gebildet. Sie stimmt nur zum Teil mit dem Gebiet der früheren Provinz Tigray überein. Tigrinya ist die Arbeitssprache der Region.
Ein Konflikt um regionale Wahlen, die von der äthiopischen Zentralregierung nicht anerkannt wurden, eskalierte im November 2020 zum Bürgerkrieg in Tigray. Dieser dauerte exakt zwei Jahre bis zum November 2022 und kostete 600.000 Menschen das Leben. Insbesondere der äthiopischen Zentralregierung um Friedensnobelpreisträger Abiy Ahmed wird im Rahmen des Bürgerkriegs vorgeworfen, durch Lebensmittelblockaden massenhaftes Verhungernlassen als gezieltes Kriegsmittel eingesetzt zu haben.

## Topographie und Klima
Durch jahrhundertelange Waldrodung und extensive Viehwirtschaft sowie darauf folgende Erosion sind weite Teile Tigrays heute trockene, baumlose Ebenen, Hügel und Plateaus. Die 3200 bis 3500 Meter hohen Bergketten bilden einen landschaftlichen Anziehungspunkt. Die Landschaft kann in das westliche Flachland, ein zentrales Hochland und die östlichen Steilwände eingeteilt werden. Der Jahresniederschlag liegt durchschnittlich bei 450–980 mm und das Klima wird zu 39 % als Kolla (halbtrocken), zu 49 % als Woina dega (gemäßigt warm) und zu 12 % als Dega (gemäßigt) charakterisiert. Die beiden größten Flüsse sind der Tekeze und der Mereb, die ihre Quellen in den amharischen bzw. eritreischen Bergen haben.

## Bevölkerung
Titularnation und größte Bevölkerungsgruppe sind die Tigray, die die äthiosemitische Sprache Tigrinya sprechen. Ein Zusammengehörigkeitsgefühl der Tigrinya-Sprecher, die sich traditionell als Bewohner der jeweiligen geographischen Region, beispielsweise Agame, sowie als Habescha identifizieren, hat sich erst in jüngerer Zeit herausgebildet; die Schaffung der ethnisch definierten Region Tigray hat diese Tendenz verstärkt.
Laut Volkszählung 2007 sind von den 4.314.456 Einwohnern der Region 96,55 % (4.165.749) Tigray, 1,63 % (70.334) Amharen, 0,71 % (30.517) Irob und 0,29 % (12.309) Afar. Zahlenmäßig kleinere Minderheiten sind die Rayya und Azebo, die als nördlichste Untergruppen der Oromo im Südosten von Tigray leben.
Laut Volkszählung 1994 sprachen 95,44 % der Bevölkerung Tigrinya als Muttersprache, 2,97 % Amharisch und 0,72 % Saho. 9,41 % sprachen eine Zweitsprache: 7,14 % sprachen zusätzlich Amharisch, 1,51 % Tigrinya.
95,6 % der Einwohner Tigrays sind äthiopisch-orthodoxe Christen, 4 % sind Muslime. 19,5 % leben in Städten.
2005 besuchten 50,6 % der Kinder in Tigray (48,6 % der Jungen, 52,7 % der Mädchen) eine Primarschule, was über dem landesweiten Durchschnitt liegt. 18,6 % (19,6 % Jungen, 17,6 % Mädchen) besuchen eine Schule auf Sekundarstufe.

## Politik

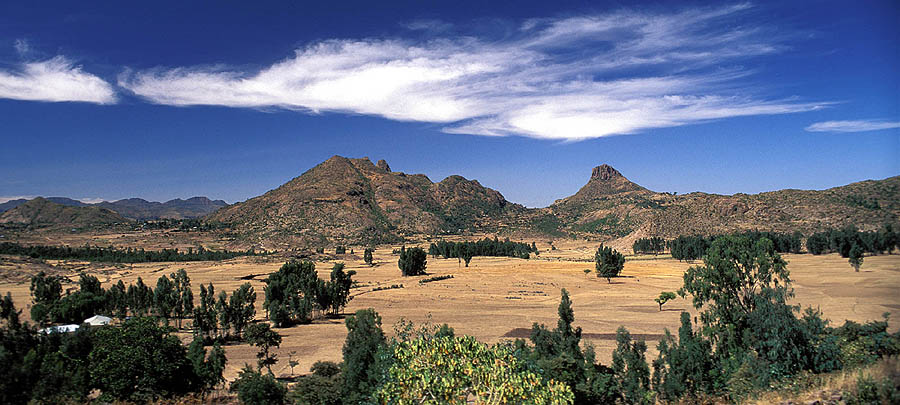
Landschaft bei Yeha, Tigray

Nachdem die aus Tigray stammende Rebellenbewegung Volksbefreiungsfront von Tigray (TPLF) 1991 die marxistische Derg-Militärregierung gestürzt hatte, wuchs die politische Bedeutung der Region erheblich, während früher traditionell die Amharen eine dominierende Rolle eingenommen hatten. Die von der TPLF geführte Parteienkoalition EPRDF (Revolutionäre Demokratische Front der Äthiopischen Völker) regierte seither das Land. Der von 1995 bis 2012 amtierende Premierminister Äthiopiens, Meles Zenawi, und sein von 1991 bis 2010 amtierender Außenminister Seyoum Mesfin stammen beide aus Tigray. Nachdem Premierminister Abiy Ahmed 2018 an die Macht gekommen war, sank der Einfluss der TPLF auf die äthiopische Regierung jedoch immer mehr. An der von Ahmed initiierten Gründung der Wohlstandspartei Ende 2019 war die TPLF als einzige EPRDF-Partei nicht beteiligt. Der politische Aktionsradius der TPLF beschränkt sich seitdem auf die Region Tigray.
Das Yirga-Dreieck ist ein umstrittenes Grenzgebiet zwischen Tigray und dem nördlich angrenzenden Eritrea. Seit 2004 betreibt das UNHCR in Shimelba ein Lager für Flüchtlinge aus Eritrea, hauptsächlich Tigrinya-Sprachige (die in Eritrea Tigrinya genannt werden) und Kunama.
Bei den Parlamentswahlen von 2000, 2005, 2010 und 2015 gingen sämtliche 152 Sitze im regionalen Parlament von Tigray an die TPLF. Arena-Tigray ist die wichtigste Oppositionspartei, jedoch ohne wesentlichen Einfluss. Oppositionelle werfen der TPLF und der von ihr dominierten Verwaltung umfassende Kontrolle und Unterdrückung vor.

## Geschichte
Zwei der wichtigsten historischen Städte Äthiopiens liegen in Tigray: Aksum, das für seine Stelen bekannt ist, war Hauptstadt des aksumitischen Reiches in der Spätantike, und Adwa, wo die äthiopische Armee 1896 die Italiener besiegte und damit die Kolonialisierung Äthiopiens verhinderte. Des Weiteren findet sich hier das Kloster Debre Damo. Größte Stadt ist die Hauptstadt Mek’ele, eine weitere Stadt ist Adigrat.
Zur weiteren Geschichte vor 1991 siehe Provinz Tigray.
Die Region Tigray in ihrer heutigen Form wurde nach der Machtübernahme der TPLF/EPRDF 1991 im Rahmen der neuen Verwaltungsgliederung Äthiopiens gebildet. Sie hieß zunächst Region 1. Der zur Afar-Tiefebene gehörende Ostteil der ehemaligen Provinz Tigray (der bereits 1987 als Teil der Autonomen Region Assab abgetrennt worden war) wurde hierbei Teil der Afar-Region. Gegen Süden und Westen wurde die Region um die Tigrinya-sprachigen Gebiete Tsellemti und Wolqayt (Wolkait) erweitert, die die TPLF beanspruchte und die bislang zu den Provinzen Wollo und Begemder (Gondar) gehört hatten.
1998–2000 war Tigray vom Eritrea-Äthiopien-Krieg betroffen.
Zur Geschichte seit 2020 siehe Bürgerkrieg in Äthiopien ab 2020.

## Wirtschaft

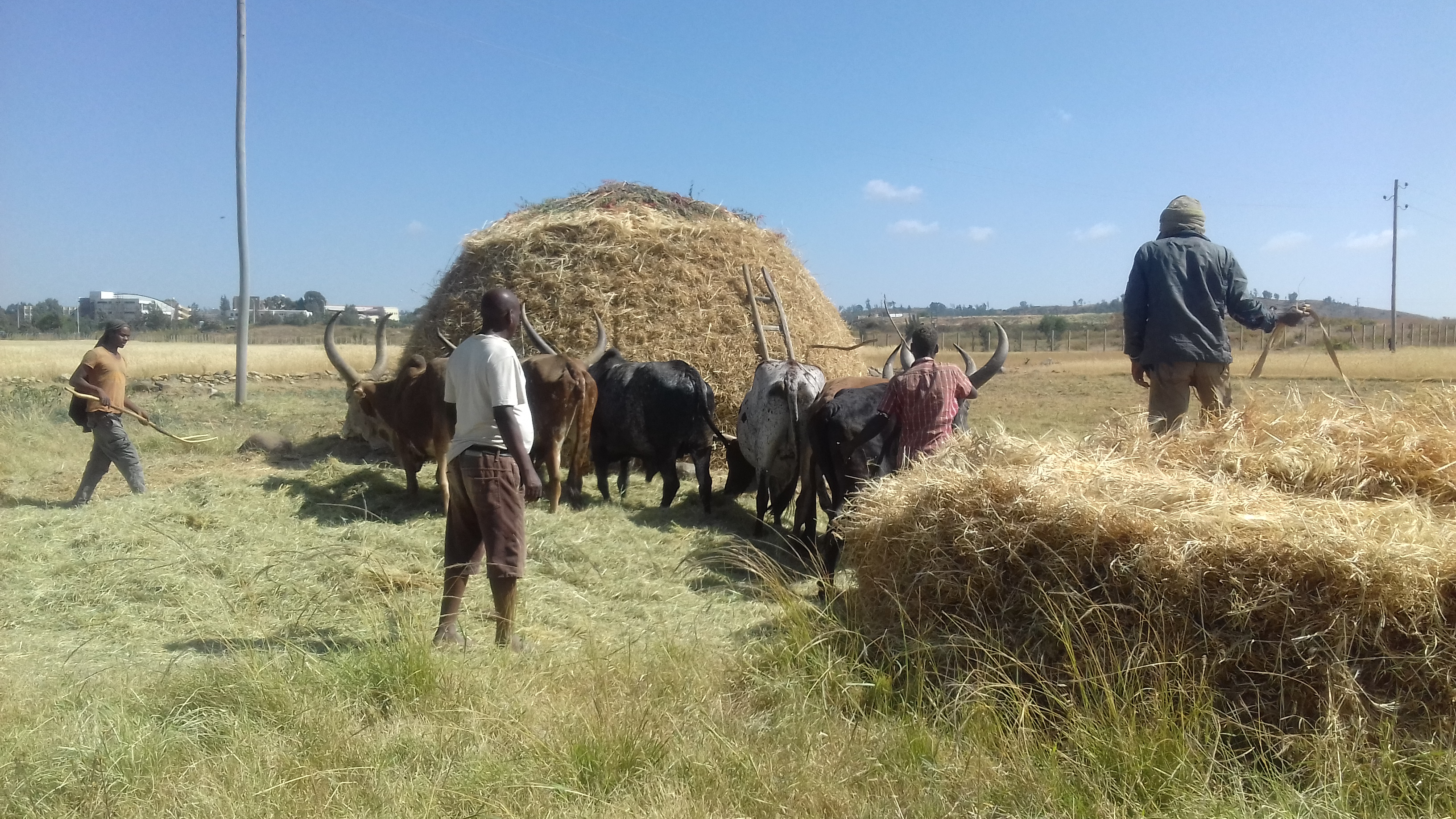
Dreschen mit Ochsen

Die Region Tigray, die traditionell neben Wollo zu den ärmeren Gebieten Äthiopiens gehörte, erfährt seit der Machtübernahme der Volksbefreiungsfront von Tigray einen wirtschaftlichen Aufschwung.
Wichtigster Erwerbszweig ist die Landwirtschaft, deren Hauptanbauprodukte Teff, Weizen und Hafer sind. Weil die Region im Niederschlagsschatten des Hochlandes liegt, gehört sie zu den allgemein regenärmeren und stärker von Dürre bedrohten Gebieten Äthiopiens.

## Administrative Gliederung
Tigray ist in die Zonen M’irabawi (West), Misraqawi (Ost), Mehakelegnaw (Zentral) und Debubawi (Süd) eingeteilt.